# MPG/ESO-2,2-m-Teleskop

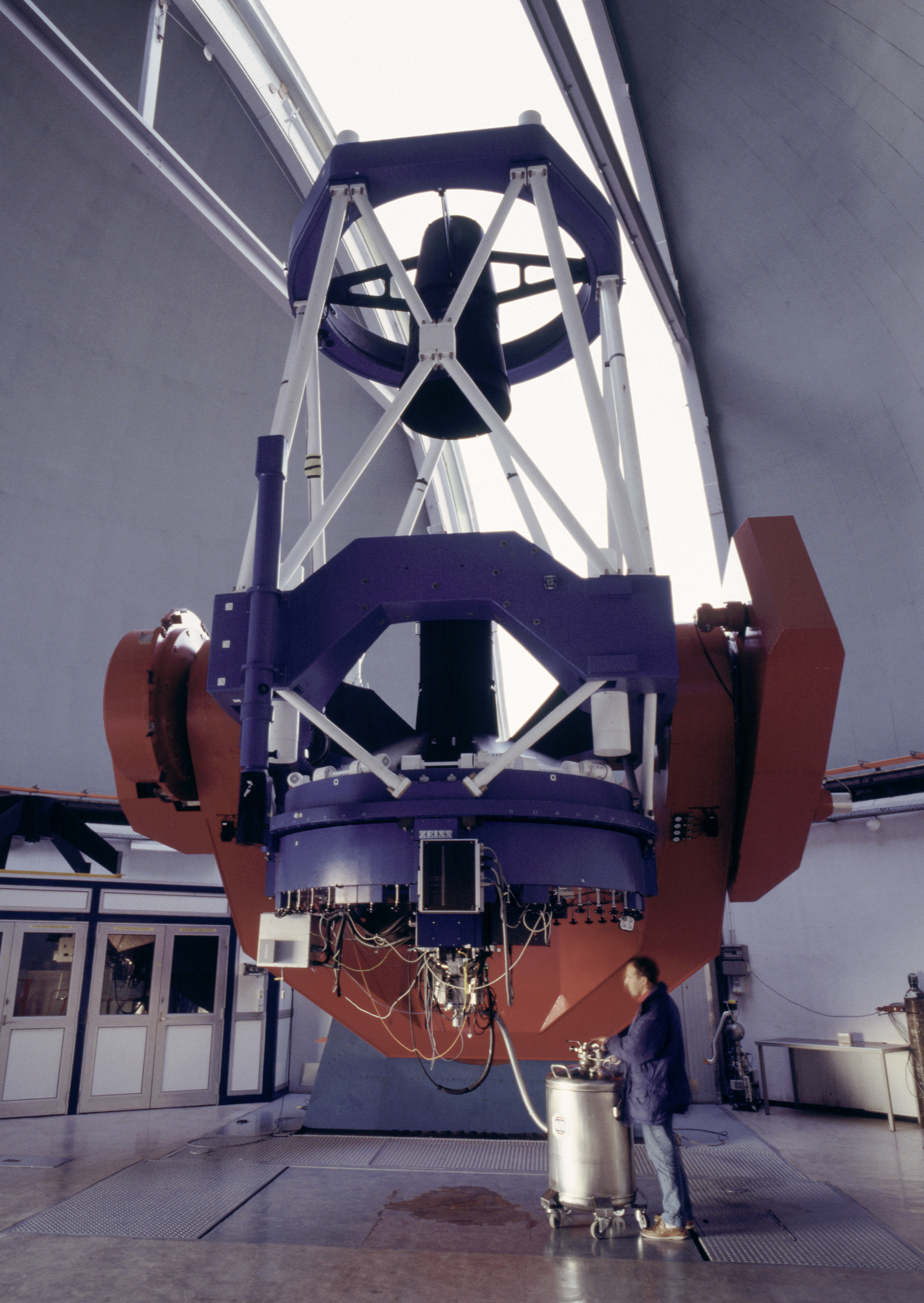
Hauptspiegel des MPG/ESO-2,2-m-Teleskops bei geöffneter Kuppel

Das MPG/ESO-2,2-m-Teleskop (engl. MPG/ESO 2.2 m Telescope) ist ein Spiegelteleskop der ESO in Ritchey-Chrétien-Montierung mit 2,2 Metern Apertur und Teil des La-Silla-Observatoriums in Chile. Gebaut wurde es 1983 von der Firma Zeiss und ist seit 1984 in Betrieb. Es ist eine unbefristete Leihgabe des Max-Planck-Institut für Astronomie (MPIA) mit Sitz in Heidelberg, als Teil der Max-Planck-Gesellschaft (MPG) an die Europäische Südsternwarte ESO. Die Beobachtungszeiten am Teleskop werden zwischen MPIA und ESO aufgeteilt, während Betrieb und Wartung in der Verantwortung der ESO liegen. Das Teleskop befindet sich in einer Höhe von 2335 m.

## Instrumente
Das optische und Nahinfrarot-Teleskop ist mit drei Instrumenten ausgerüstet:
- Wide Field Imager

- GROND, der Gamma-Ray Burst Optical/Near-Infrared Detector, mit dem man die Gammablitze erforscht, die wohl energiereichsten Energieausbrüche im gesamten Universum

- FEROS, ein hochauflösender Spektrograf, für detaillierte Studien an Sternen[2]

Der Wide-Field-Imager wurde genutzt, um den Gaia Ecliptic Pole Catalogue (GEPC) zu erstellen, der für die Kalibrierung der Gaia-Mission gebraucht wurde.

## Galerie

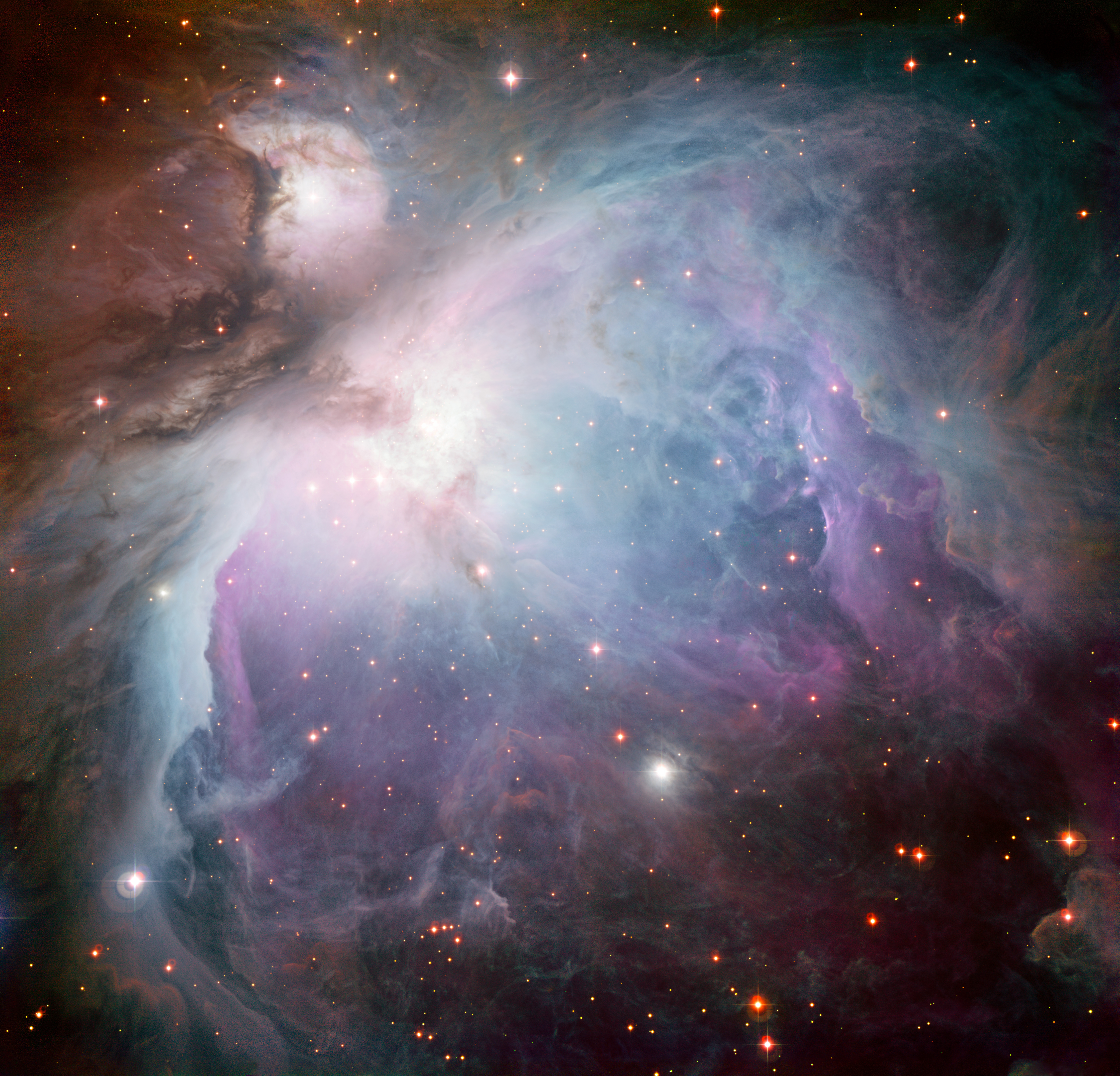
Bild des Orionnebels aufgenommen durch die „Wide Field Imager“-Kamera am MPG/ESO-2,2-Meter-Teleskop
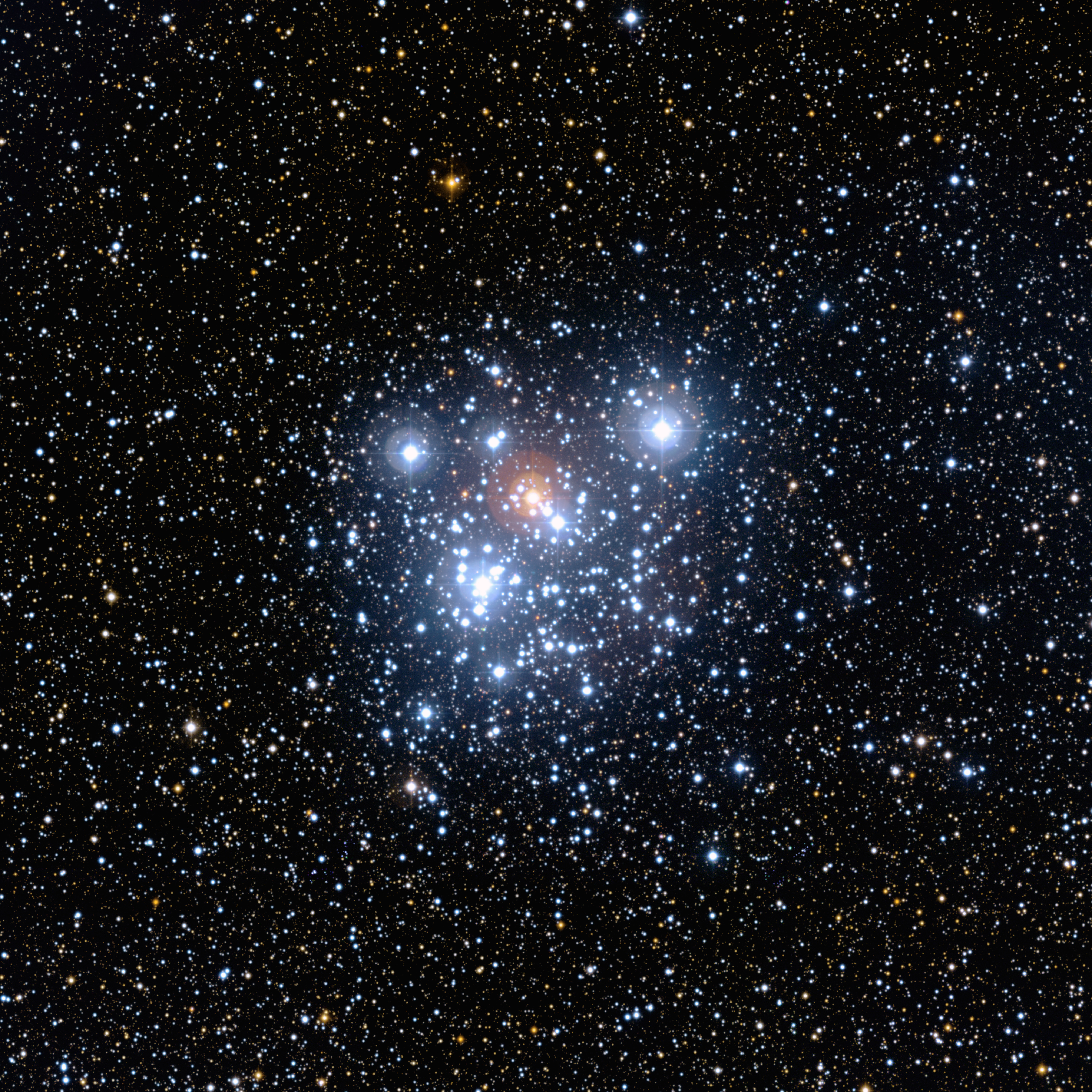
Bild vom NGC 4755 aufgenommen durch den Wide Field Imager am MPG/ESO-2,2-Meter-Teleskop
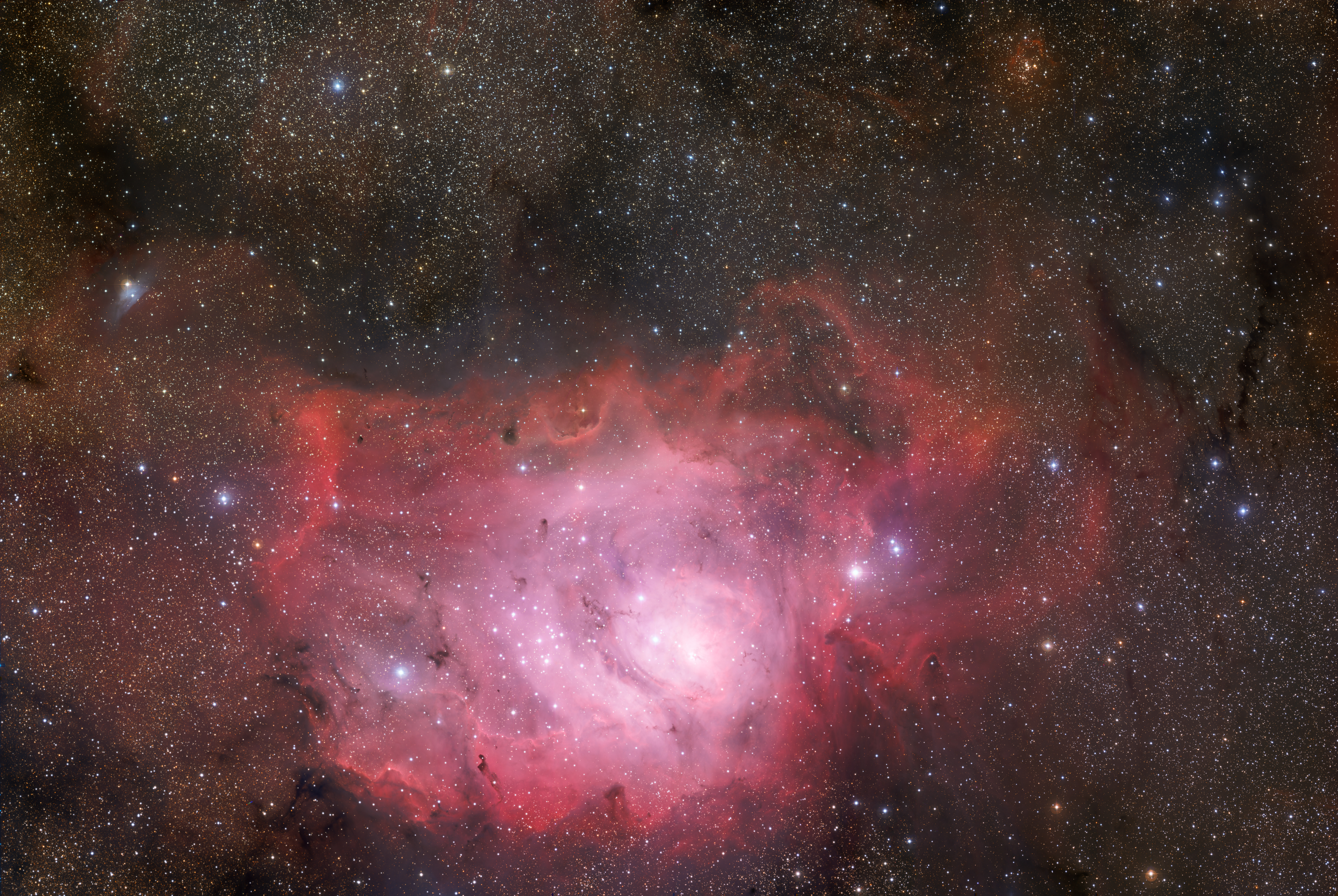
Aufnahme des Lagunennebels mithilfe des Wide Field Imager
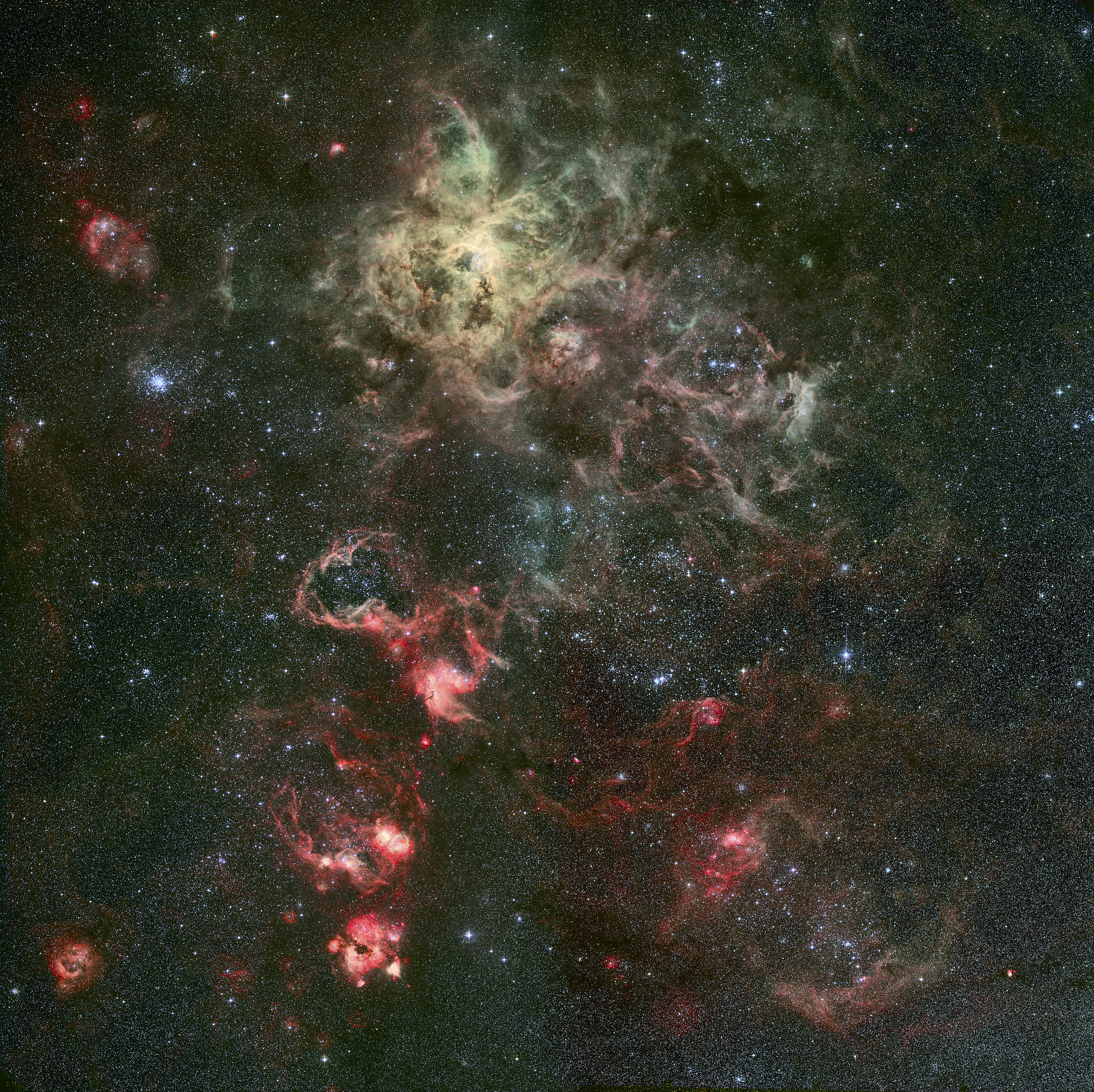
Eine Ein-Quadrat-Grad-Aufnahme des Tarantelnebels und seiner Umgebung, basierend auf Aufnahmen des Wide Field Imager
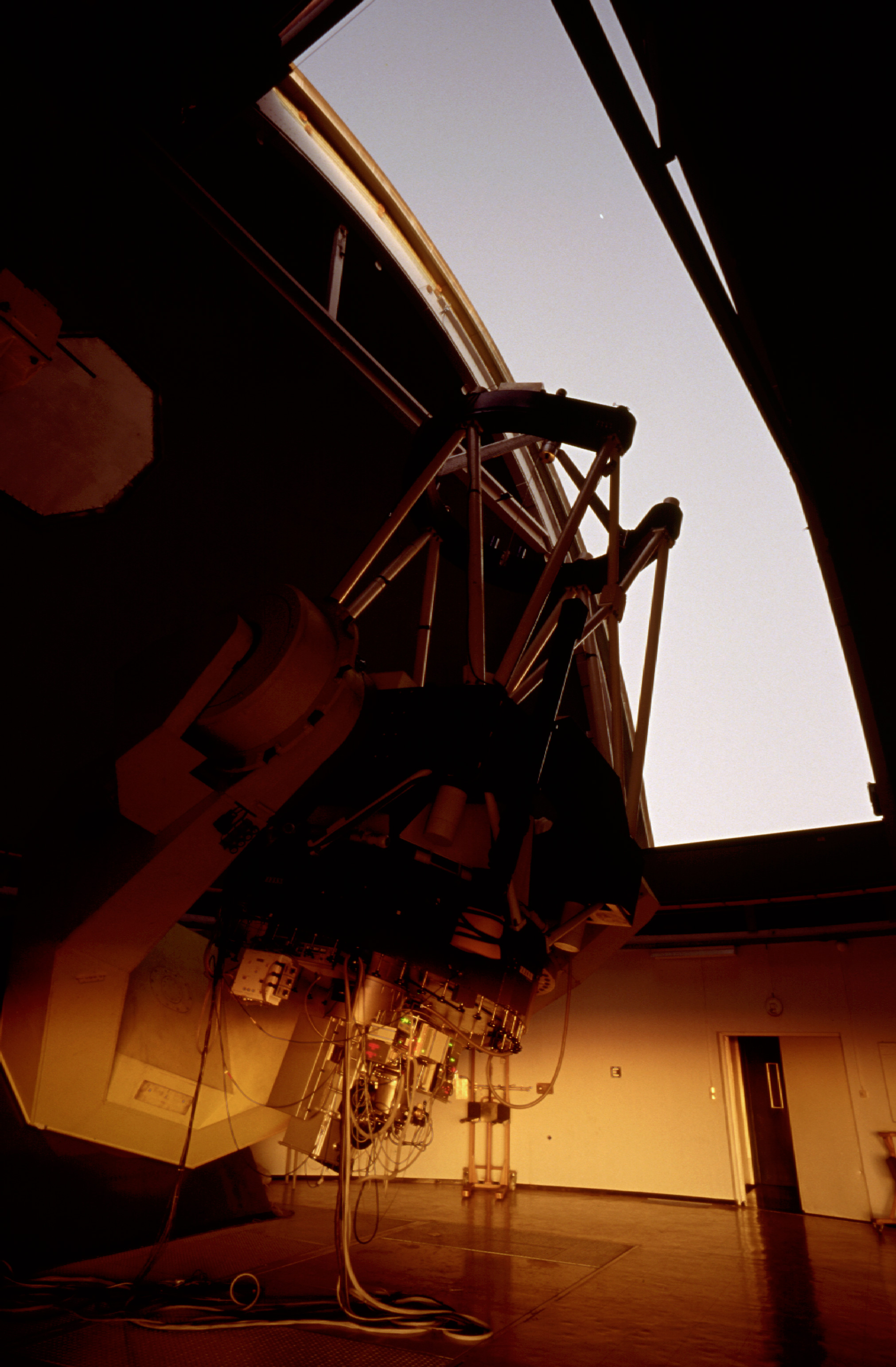
Das MPG/ESO-2,2-Meter-Teleskop in seiner Kuppel im Jahr 1996
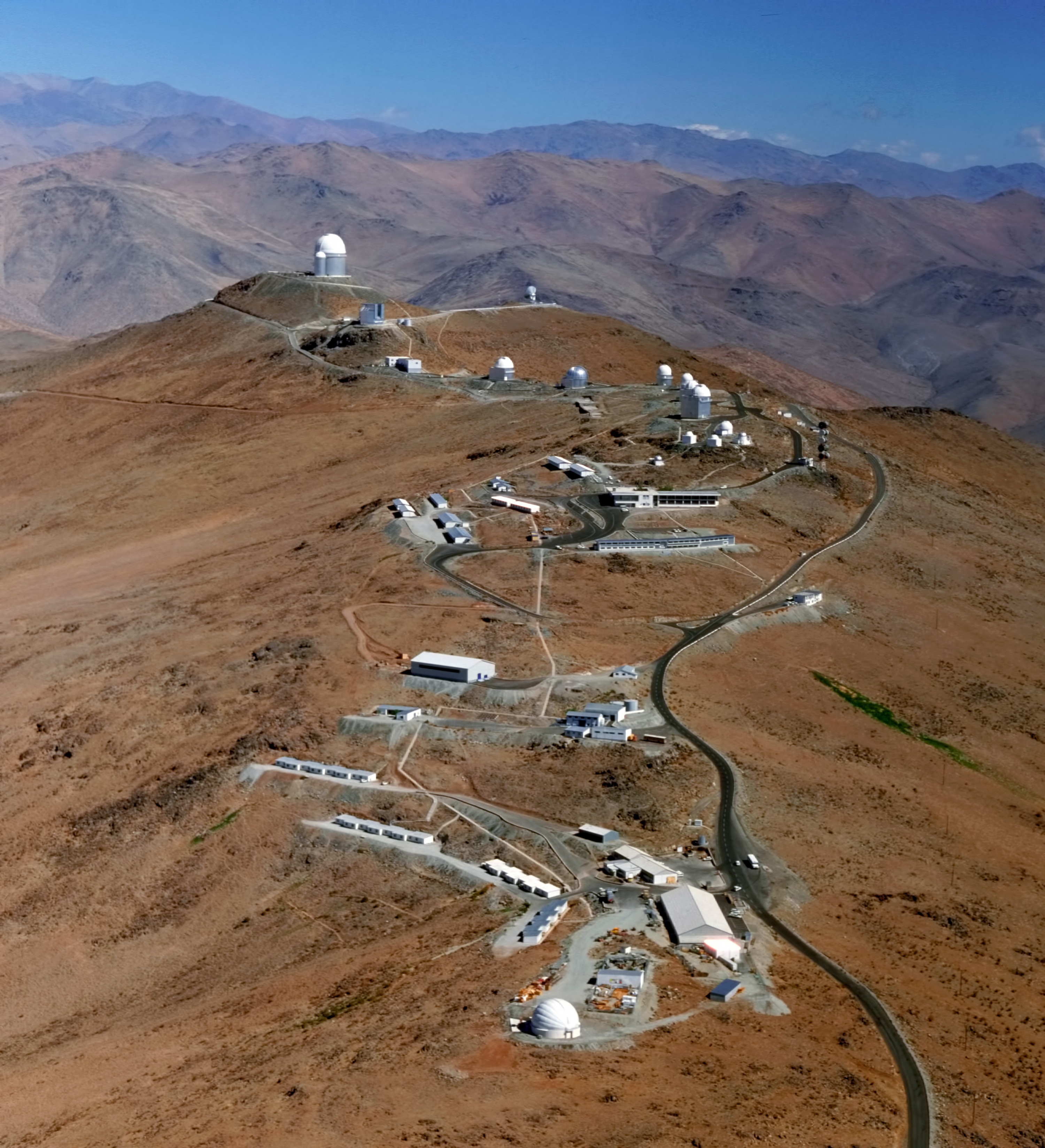
Vogelperspektive auf La Silla